# Legnago
Legnago (Lenjago in veneto) è un comune italiano di 25 899 abitanti, della provincia di Verona in Veneto.

## Geografia fisica

### Territorio
Legnago sorge lungo il fiume Adige, nella pianura veronese. Dista circa 42 chilometri dal centro di Verona e si trova a sud-est rispetto ad essa. Confina con la provincia di Rovigo ed è facilmente raggiungibile grazie alla Strada Statale 434 Transpolesana con tre uscite (Legnago Nord, Legnago-Mantova e San Pietro-Ospedale), ma anche grazie alla Strada statale 10 Padana Inferiore, che la collega con Mantova e Padova. Legnago è seconda per estensione soltanto a Verona e terza per popolazione. Il territorio comunale presenta un'altitudine che varia da 8 a 23 metri s.l.m.  Per la sua grande importanza sul territorio veronese viene definita "capitale della Bassa".

### Clima
Dal punto di vista legislativo, il comune di Legnago ricade nella "Fascia climatica E" con 2.324 gradi giorno, dunque, il limite massimo consentito per l'accensione del riscaldamento domestico è di 14 ore giornaliere dal 15 ottobre al 15 aprile.

## Storia
Il fiume Adige ha sempre rivestito, dal X secolo in poi (quando fu attestato nell'attuale corso) un ruolo fondamentale per lo sviluppo storico della città di Legnago e di Porto, una frazione sulla riva sinistra del fiume: grazie al loro ruolo difensivo, tali località vennero popolate già in epoche antichissime.
Molteplici sono le tracce che testimoniano una vita molto fiorente già durante l'Età del Bronzo (XIII secolo a.C.), grazie soprattutto al ritrovamento nel 1931 di una terramara e agli innumerevoli resti archeologici risalenti alla civiltà etrusca tutt'oggi conservati presso il Museo Civico Fioroni e il Centro Ambientale ed Archeologico. Successivamente, grazie ai romani che vi si insediarono, le campagne circostanti vennero rese fertili e Legnago diventò così un punto di riferimento per la bassa Veronese, così come rimase per secoli.
Dopo che il canale che attraversava Legnago divenne dal X secolo il corso principale del fiume Adige e ne furono man mano ampliati gli argini, durante l'Alto Medioevo Legnago amplia il proprio abitato ed assume il volto di una vera e propria roccaforte militare. Ancor oggi sono visibili alcune testimonianze dell'antica Porta Mantova (Legnago un tempo era completamente fortificata) nei pressi di piazza Garibaldi, via Giacomo Matteotti e corso della Vittoria le quali sono state portate alla luce in seguito ad alcuni lavori di sistemazione della piazza nel 2004 e poi successivamente ricoperti a cavallo tra il 2011 e 2012, in quanto le avversità atmosferiche le stavano deteriorando. La cittadina venne conquistata prima dai Longobardi e successivamente dai Franchi, fino a diventare attorno al Mille proprietà del vescovo di Verona. Nel 1207 l'allora vescovo di Verona, il card. Adelardo Cattaneo, cedette la città e il suo castello al Comune di Verona in cambio di Monteforte d'Alpone.
Successivamente, Legnago diventa un possedimento di Ezzelino III da Romano per poi passare sotto la dominazione scaligera dal 1207 fino al 1387. Si susseguirono poi le dominazioni dei Visconti e dei Carraresi.

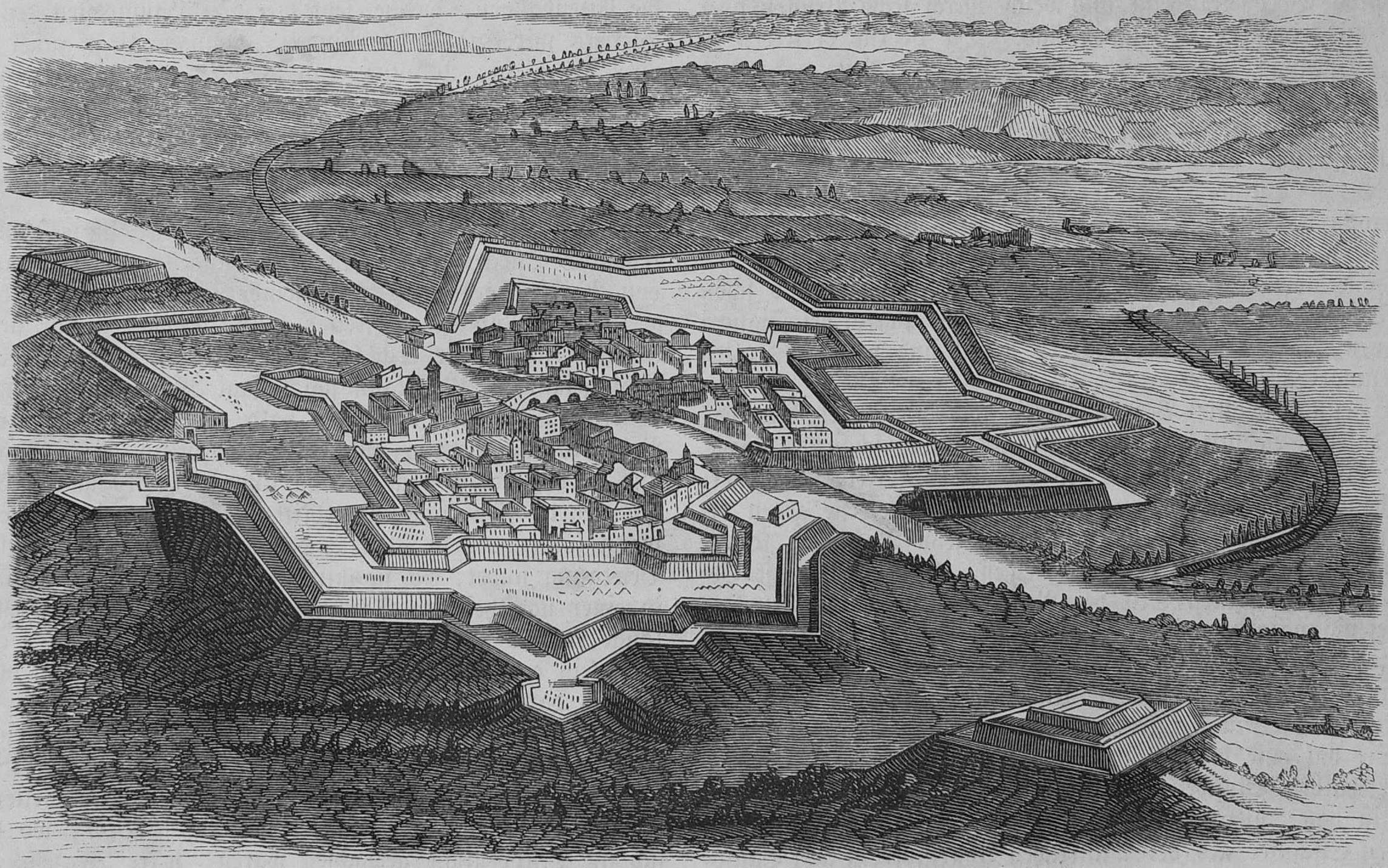
Le mura venete a pianta stellare

Fondamentale per l'assetto urbanistico di Legnago fu l'annessione voluta dal popolo nel 1405 alla Repubblica di Venezia poiché fu proprio il governo della Serenissima ad affidare all'architetto Michele Sanmicheli l'arduo compito di consolidare le fortificazioni (in particolare una rocca) che vennero distrutte durante la guerra di Cambrai, ridisegnandole a pianta stellare. Le fortificazioni furono però in gran parte smantellate nel 1801 per volere di Napoleone, che prima aveva ceduto Legnago con la soppressione della Repubblica di Venezia all'impero asburgico, poi ne riprese metà, e poi tutta.
Legnago, all'epoca, era considerato uno dei nodi fluviali più importanti del Veneto per la presenza sulle rive dell'Adige di un porto, di un ponte mobile progettato per il passaggio dei natanti ed una lunga catena di mulini. Era altresì un rinomato polo culturale grazie alla presenza di scuole, un'accademia letteraria e un teatro.
Alla sconfitta di Napoleone, la cittadina tornò in mano agli austriaci, come parte del regno Lombardo-Veneto, retto da un viceré con sede in Milano e resero Legnago uno dei capisaldi del Quadrilatero nel 1814 assieme a Verona, Peschiera e Mantova.
A seguito dell'insurrezione di Venezia contro gli austriaci del 17 marzo 1848, che portò alla proclamazione della Repubblica di San Marco, il 20 marzo anche Legnago insorse, ed un comitato di liberazione guidato dal medico Costantino Canella riuscì a prendere brevemente il controllo della fortezza, ma non poté impedire il ritorno degli austriaci all'inizio di aprile.
Soltanto con l'annessione del Veneto al Regno d'Italia nel 1866 le cose parvero cambiare, nonostante le molte servitù militari che ancora continuarono a sussistere sino a che, alla fine del secolo XIX, per permettere al paese di espandersi al di fuori dai confini della fortezza, vennero abbattute interamente le mura, i bastioni e le porte, di cui rimangono oggi solo pochi resti.
Nel 1868 e nel 1882 si registrarono due rovinose piene dell'Adige le quali distrussero gran parte del centro urbano. I successivi bombardamenti subiti durante la seconda guerra mondiale, contribuirono a rubare alla cittadina la maggior parte delle opere architettoniche esistenti e, ad oggi, a ricordare l'imponenza di questa importante roccaforte rimane il Torrione (faceva parte della cinta muraria costruita dal Sanmicheli) in piazza della Libertà.

### Simboli
Lo stemma e il gonfalone sono stati concessi con regio decreto del 22 marzo 1923.
L'immagine riprende la fantasiosa ipotesi che l'antico toponimo Lemniacum risalga al viaggio degli Argonauti che, arrivati sulla costa dell'Adriatico dopo aver conquistato il vello d'oro, si sarebbero inoltrati con la loro barca lungo l'Adige seguendo lo zefiro (intendunt zephiri) e avrebbero fondato la località, dandole quel nome in ricordo di Lemno, una delle loro città d’origine.
Il gonfalone è un drappo di azzurro.

## Monumenti e luoghi d'interesse
Sono diverse le testimonianze architettoniche che caratterizzano l'abitato ed i centri limitrofi. Di seguito sono citati i più rappresentativi.

### Architetture religiose

#### Duomo di San Martino Vescovo

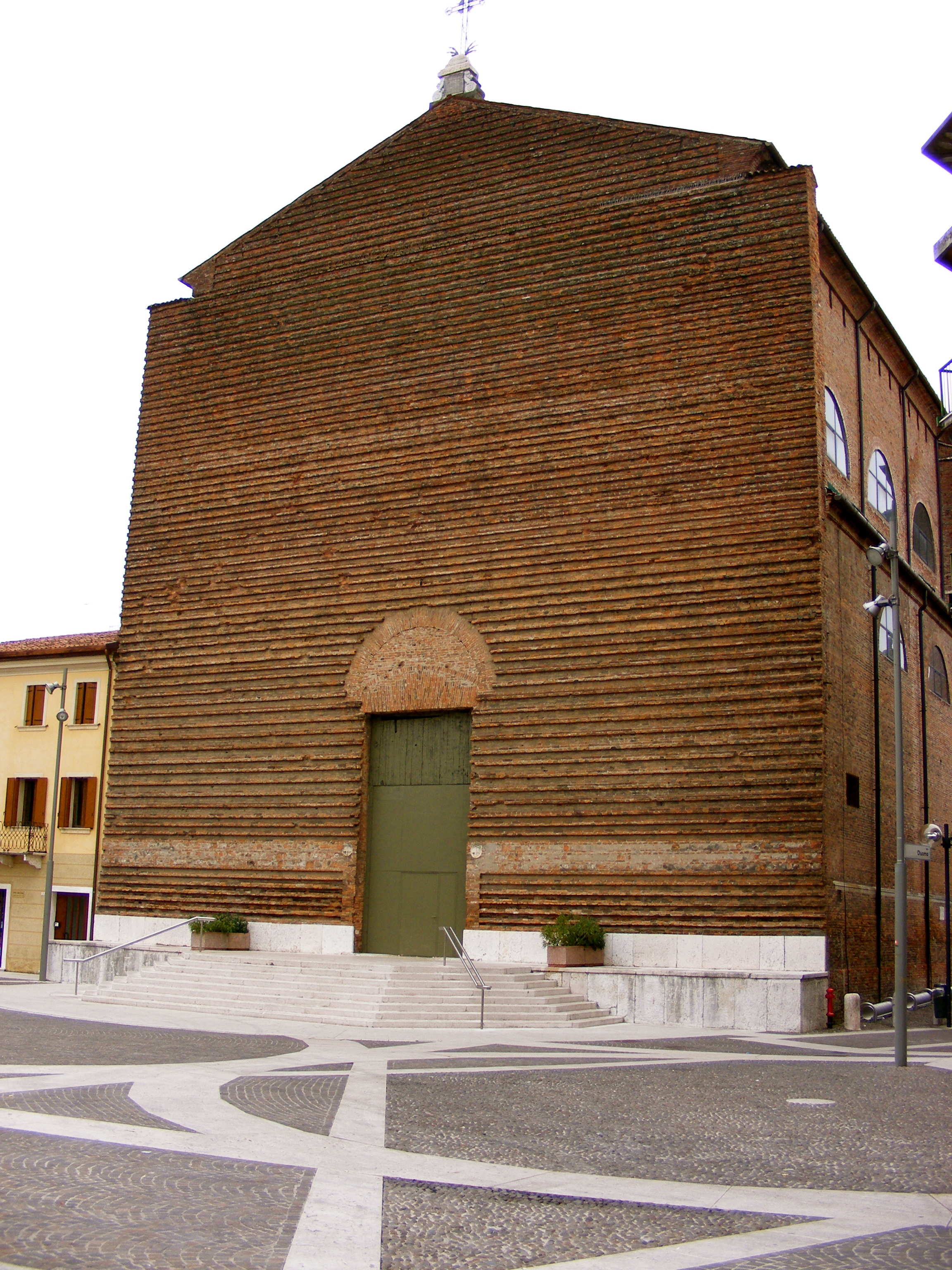
Il Duomo di Legnago

In piazza della Libertà si trova il Duomo, opera incompiuta risalente all'epoca neoclassica e dedicata a san Martino vescovo, patrono della cittadina. Esso venne ricostruito nei secoli XVIII e XIX e inaugurato nel 1814 su progetto di don Francesco Ziggiotti.

#### Campanile di San Rocco
Il seicentesco campanile di San Rocco presenta lanterna e altarino in stile barocco ed è attorniato da palazzi della stessa epoca, ma ristrutturati. Esso è l'unica testimonianza rimasta della chiesa della Disciplina, demolita nel 1899 per permettere la costruzione dell'adiacente strada.
Alla base del campanile un piccolo altare dedicato a san Rocco, costruito per ricordare la peste del 1630. Altri arredi dell'ex chiesa della Disciplina sono oggi conservati presso la chiesa dell'Assunta.

#### Chiesa dell'Assunta
La struttura dell'edificio sacro è ubicata in corso della Vittoria ed è dedicata alla Madonna dell'Assunta. La chiesa risale al 1900 ed è stata voluta dall'allora parroco don Giuseppe Trecca. La chiesa sorge all'interno di un lotto donato dal comune come “risarcimento” per la demolizione della preesistente chiesa della Disciplina; qui è conservata la pala della Madonna dell'Assunta, precedentemente collocata nella chiesa demolita. Quest'opera risale al XV secolo e viene attribuita al domenicano Ranuccio Arvari. La Madonna viene rappresentata nel giardino del paradiso con il Bambino in grembo, nella parte superiore il Padre Eterno – posto in un sole dorato – veglia con lo sguardo i protagonisti, una colomba che rappresenta un'allegoria dello Spirito Santo, mentre ai lati ci sono angeli che offrono in regalo fiori, canti e musiche. Lo stile architettonico della chiesa si può definire neogotico per la presenza di una facciata a capanna, finestre ogivali ed un rosone.
Rimasta chiusa al culto per un lungo periodo, la chiesa venne riaperta solamente nel 1991.

#### Chiesa di San Salvaro

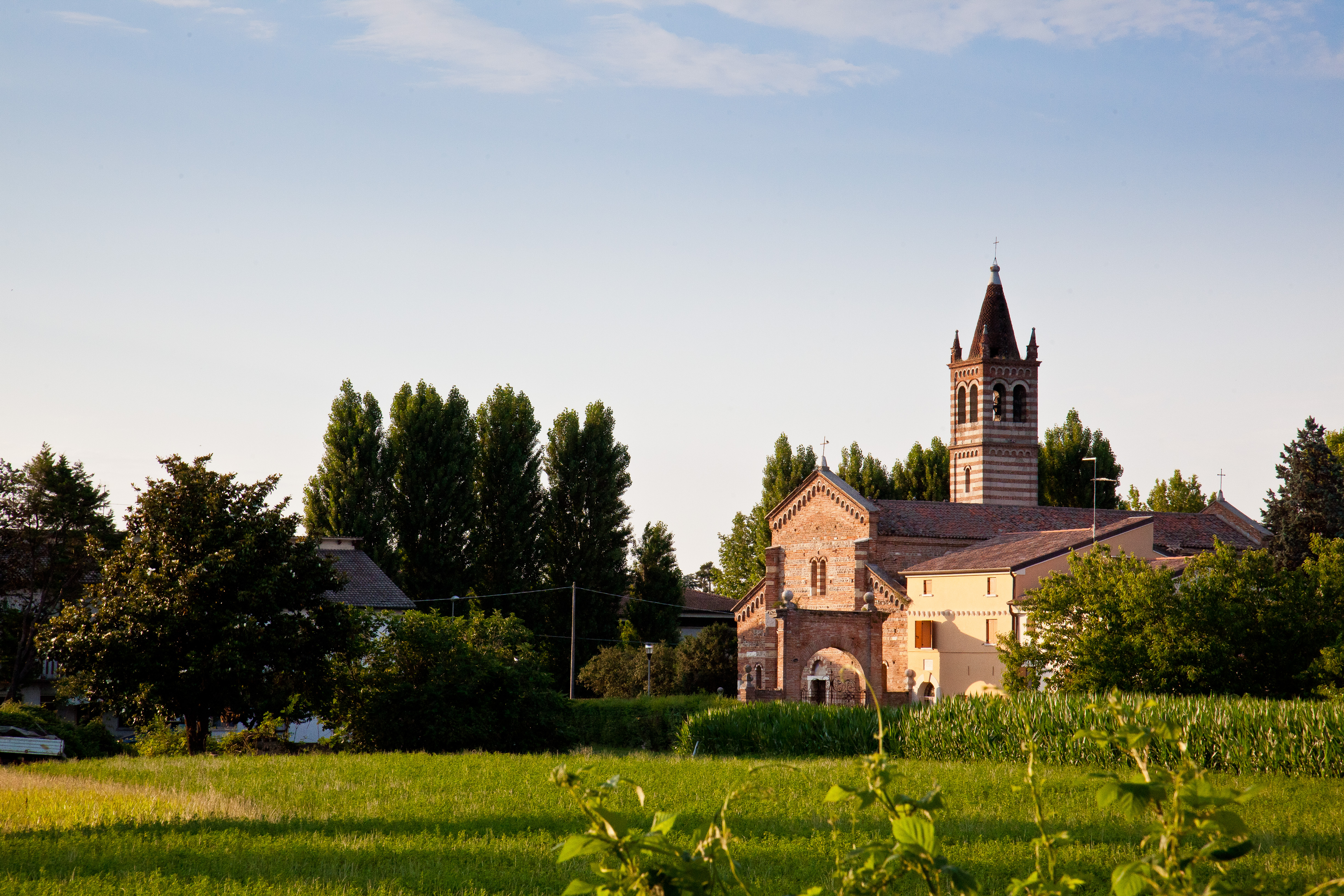
Chiesa di San Salvaro.

La chiesa romanica si trova nella vicina frazione di San Pietro e risulta essere una delle più antiche strutture del veronese. Dell'origine non si conosce che un accenno probabile, una tradizione leggendaria, mentre la tradizione più attendibile, basata sull'iscrizione posta nell'angolo nord-est della chiesa, è quella che l'aggiudica al XII secolo: «Contesa Matelda hoc opus fecit fieri 1117 D.I.C.».
L'edificio sarebbe quindi stato eretto nei pressi di una strada romana per volere della contessa feudataria Matilde di Canossa sopra una preesistente chiesa databile al VI secolo d.C. (questo è deducibile dal fatto che la cripta contiene numerosi resti risalenti all'Alto Medioevo).

#### Santuario della Madonna della Salute
La chiesa si trova nel quartiere di Porto e, originariamente, era stata costruita dai domenicani durante il medioevo per essere successivamente ricostruita attorno al XVIII secolo. I bombardamenti della seconda guerra mondiale hanno distrutto il santuario originale, ma hanno risparmiato il campanile, tutt'oggi visibile anche se isolato dalla nuova costruzione. Su di esso è installato un melodioso concerto di 6 campane in tonalità REb3, realizzato nell'anno 1937 dal fonditore veronese Ettore Cavadini, con campana maggiore del peso di kg 1309.
Il nuovo edificio è stato progettato nel 1946 dall'architetto Giovanni Fregno, il quale ha voluto donargli una facciata a salienti e una pianta longitudinale. Venne aggiunta anche una cripta all'interno della quale si sono svolte tutte le funzioni religiose fino al novembre del 1955; anno in cui venne inaugurata la nuova chiesa.
L'antica statua in legno della Madonna della Salute è stata collocata nel 1999 all'interno della cappella situata alla destra del santuario (quest'ultima fu costruita nel 1970) dopo un'attesa di oltre cinquant'anni. Gli interni sono stati decorati con lo stile dell'affresco graffito negli anni Novanta del secolo scorso per opera di frate Ugolino da Belluno (Silvio Alessandri). Si possono inoltre ammirare alcune opere precedentemente conservate nella chiesa andata distrutta, tra le quali si annovera una Madonna con Bambino attribuita a Ranuccio Arvari.

#### Altre chiese nelle frazioni

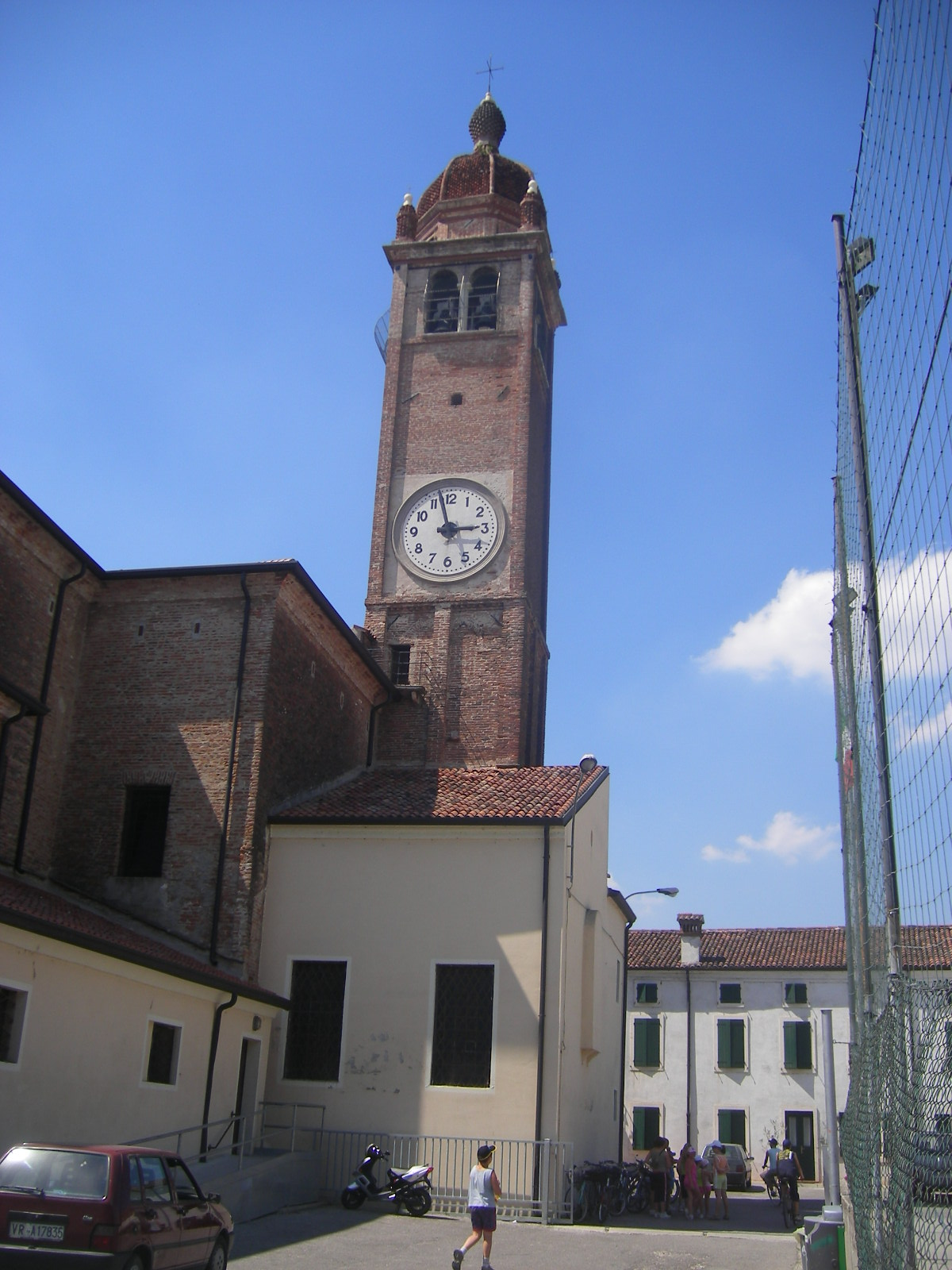
Il campanile della chiesa parrocchiale della Natività di Maria Santissima, sita nella frazione di Vangadizza.

A Canove si trova una chiesa dedicata a sant'Agostino vescovo, mentre nei quartieri di Casette e Terranegra si trovano le rispettive chiese parrocchiali di Sant’Antonio da Padova.
Spostandosi a San Pietro, oltre alla già citata chiesa di San Salvaro, vi è una chiesa parrocchiale intitolata a san Pietro apostolo.
Nella frazione di San Vito vi sono una chiesa moderna dedicata a san Vito martire e alla Madonna della Pace e una pieve antica nella parte vecchia dello stesso centro.
A Torretta si trova la chiesa della Madonna del Rosario la quale è stata costruita grazie al finanziamento delle sorelle Fioroni; dopo essere stata distrutta durante le guerre mondiali venne ricostruita dall'architetto legnaghese Giovanni Fregno.
La chiesa parrocchiale di Vangadizza è dedicata alla Natività di Maria Santissima e ospita una Madonna di Claudio Ridolfi oltre ad un trittico in bassorilievo risalente al Trecento, alcune tele di scuola veneta del Farinati e del Barbieri e una lunetta con Cristo benedicente. Questa chiesa fu abbazia dei camaldolesi durante la metà del X secolo. Nella contrada Capitello si può inoltre trovare la piccola chiesa di Maria Addolorata.
Infine a Vigo c'è una chiesa risalente al Seicento (ingrandita nel 1857 e consacrata nel 1948) intitolata, come il duomo, al patrono san Martino vescovo: all'interno sono conservate due tele del Seicento, un affresco raffigurante la Madonna di Domenico Riccio detto il Brusasorci e la Deposizione del Farinati.

### Architetture civili

#### Il Torrione

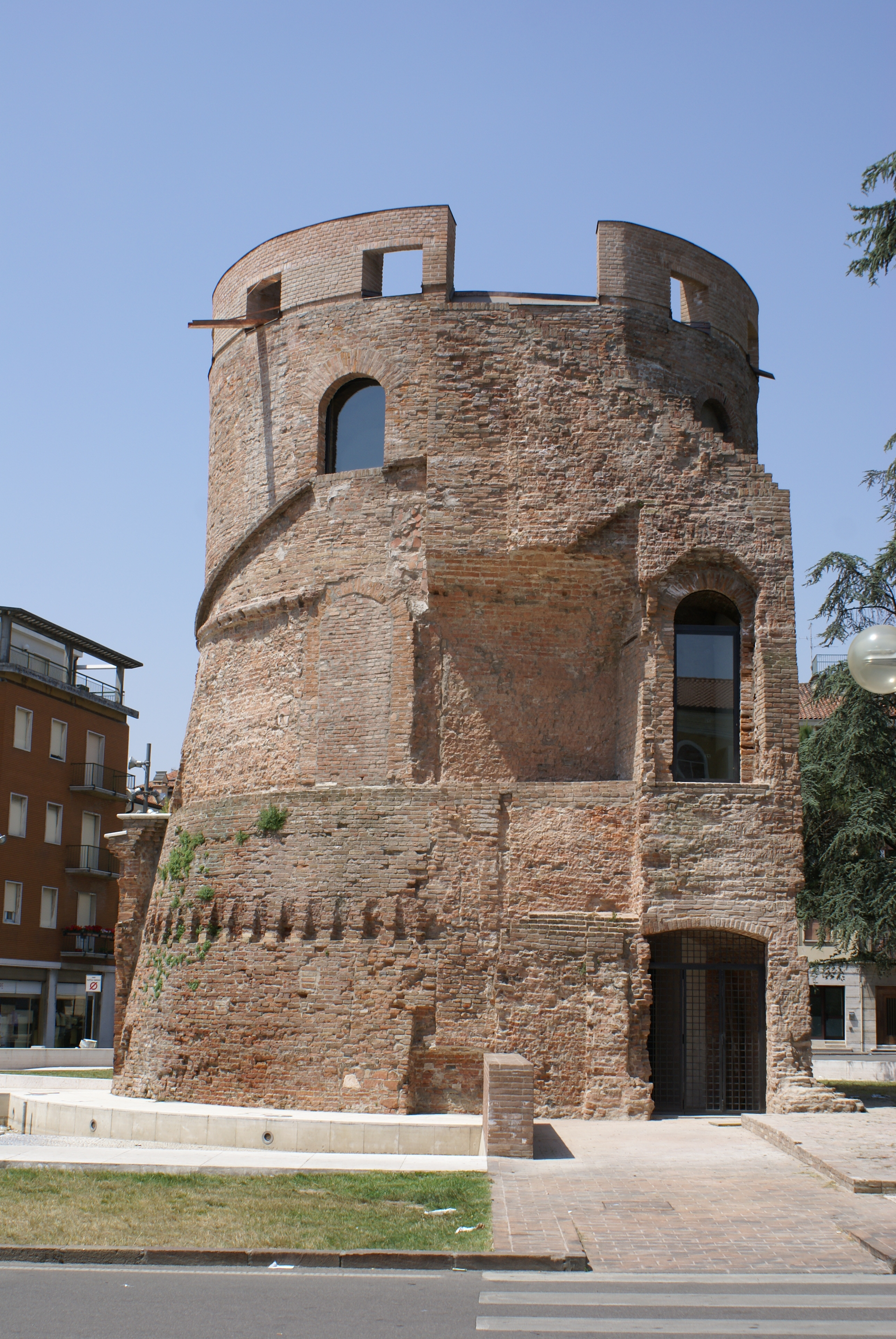
Torrione

In piazza della Libertà, a pochi passi dal duomo, fa bella mostra di sé il Torrione; unico esemplare rimasto delle mura che circondavano la cittadina. Esso viene altresì considerato il simbolo della città di Legnago proprio perché ricalca la storia architettonica e militare autoctone. Anticamente è stato usato con la funzione di prigione (qui sono stati incarcerati alcuni patrioti tra i quali il conte Emilei di Verona e il poeta Aleardo Aleardi).
Le mura cittadine (e quindi anche il Torrione) sono state costruite a partire dal 1525 durante il dominio della Serenissima, in seguito alla rovinosa guerra della Lega di Cambrai. La costruzione delle mura bastionate terminò solamente nel 1559 e, negli anni, vide il susseguirsi di architetti illustri quali sono Bartolomeo d'Alviano, Fra' Giocondo, Michele Leoni e Michele Sanmicheli. L'opera veneziana venne successivamente ammodernata dai francesi prima e dagli austriaci poi (si ricorda che Legnago faceva parte del cosiddetto Quadrilatero). Le mura perderanno il loro ruolo difensivo dopo l'annessione al Regno d'Italia e saranno demolite nel 1887 per quanto riguarda la parte destra dell'Adige e durante gli anni Venti nella parte sinistra del fiume per lasciare il posto all'espansione delle cittadine di Legnago e Porto.
Il torrione è stato più volte restaurato subendo, nel corso degli anni, pesanti variazioni rispetto alla sua architettura originale (numerose sono state le critiche anche durante l'ultimo restauro per l'aggiunta di una parte superiore che originariamente non esisteva).
Altri frammenti delle mura sono oggi visibili presso il cortile dell'istituto Canossiano in via Leopardi e nei pressi dell'ex ospedale militare austriaco (oggi trasformato nel Centro Ambientale ed Archeologico).

#### Ex macello
Ad oggi questo edificio è la sede del Gruppo Alpini e viene utilizzato anche in occasione di aggregazioni culturali e sociali, ma la sua forma originaria risale all'epoca in cui Legnago era dominata dagli austriaci.
La struttura si presenta con un accesso voltato ed un portale che ricorda l'epoca classica dal quale si dipartono due accessi laterali che conducono alla corte centrale. Il pavimento è in pietra vulcanica.
Il macello è stato distrutto dall'inondazione dell'Adige del 1882 e successivamente costruito da Giuseppe Tavecchio, facendo riferimento ad un vecchio progetto austriaco. La struttura fu adibita a macello fino al 1976, dopodiché conobbe un periodo di oltre venticinque anni di abbandono. Solamente in epoca moderna è stato concesso in comodato al Gruppo Alpini i quali con l'aiuto dei volontari e del supporto economico garantito dalla Fondazione Cassa di Risparmio lo hanno recuperato grazie all'intervento dell'architetto Lodovico Scodellari.
L'edificio ad oggi è così suddiviso: nella parte destra vi sono le stanze riservate al Gruppo Alpini di Legnago mentre nella parte sinistra si trovano alcuni spazi di servizio ed il sottotetto dove si trovano le sale per il coro, per le riunioni ed un deposito. Sempre nella parte sinistra della struttura; un'area che originariamente era adibita alla lavorazione della carne, oggi trasformata in una sala munita di palco, viene utilizzata per rappresentazioni teatrali o convegni.

#### Gli scavi di Porta Mantova
Nel 2003, a seguito di alcuni lavori eseguiti dal Comune di Legnago per la sistemazione di corso della Vittoria, sono tornati alla luce alcuni resti di una delle quattro porte di cui disponeva la città durante il periodo in cui era fortificata. Legnago, infatti, oltre ad alcune rocche poste a difesa del ponte, era dotata di quattro porte (due delle quali erano situate nell'odierna frazione Porto): Porta San Martino, Porta Mantova (in seguito chiamata anche Porta Nuova) e Porta Padova. I resti erano in buono stato di conservazione ed occupavano una superficie di circa 380m2. Le mura sono state costruite utilizzando diversi materiali tra i quali si annoverano: mattoni, ciottoli fluviali, pezzame laterizio e calcare bianco.
Stando alle ricostruzioni si possono individuare i locali del corpo di guardia dei soldati, il casello per il vigilante in servizio, due prigioni militari e la latrina.
Questi reperti hanno rappresentato uno dei pochi resti di un passato importante della città fortificata, inoltre durante gli scavi archeologici sono state rinvenute anche alcune importanti testimonianze che potrebbero aiutarci a capire meglio quale fosse l'uso della porta. Tra i frammenti rinvenuti si annoverano: frammenti ceramici, elementi lapidei, frammenti vitrei, materiali ferrosi (in particolare tre grate da finestra, un fittone da muro con anello, una moneta austro-ungarica e una palla da fucile), una moneta e un manufatto in ottone, varie pipe di terracotta, vetri, cuoio e bottoni.
Nel dicembre 2011, con la nuova giunta comunale, i ruderi delle fondamenta di Porta Mantova sono stati ricoperti di teli protettivi e nuovamente sotterrati, con ripristino del piano di calpestio; ciò per le richieste avanzate dai negozianti del centro e per esigenze di viabilità.

#### I leoni di Venezia

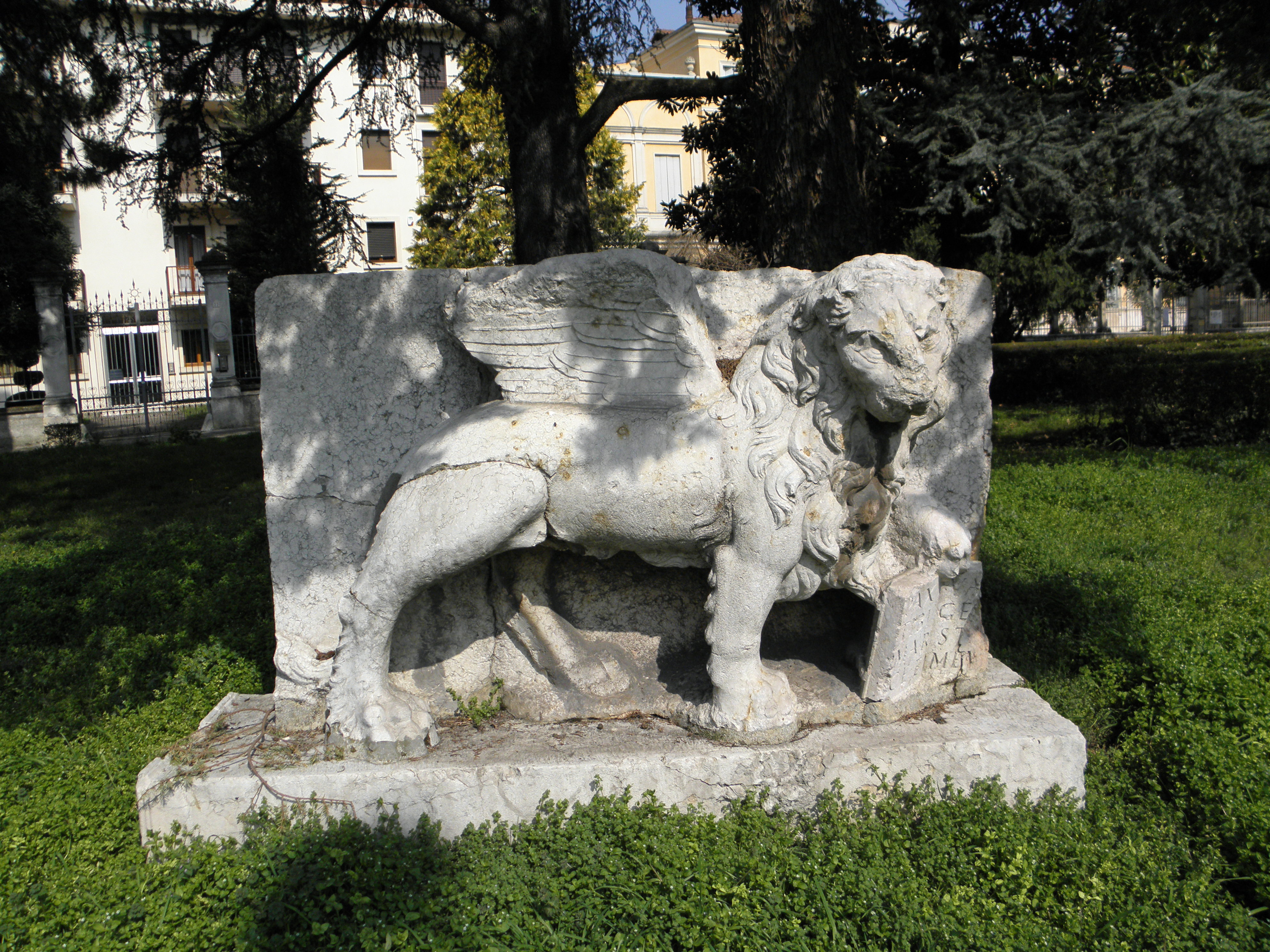
Il Leone di San Marco sito all'incrocio tra viale dei Caduti e via XX Settembre.

A Legnago e Porto si possono facilmente trovare cinque leoni in pietra di Michele Sanmicheli. Essi vengono rappresentati secondo l'iconografia classica della Repubblica di Venezia: sotto gli artigli tengono aperto il Vangelo di San Marco ed è possibile leggere la scritta «Pax tibi Marce evangelista meus»; le zampe anteriori poggiano sulla terra mentre quelle posteriori sul mare ad evidenziare quindi che Venezia era una potenza sia di terra, sia di mare.

#### Palazzo Scodellari
Detto anche "Palazzo De' Provveditori e Capitani" poiché durante il Quattrocento è stato sede dei Provveditorati e dei Capitani di Venezia. L'edificio risale al XV secolo e nella facciata si può ammirare una bifora.

### Aree naturali

#### Il parco cittadino
Noto grazie all'anello sul quale, a partire dal 1898, si cimentarono alcuni campioni dell'ippica (cavalli francesi e inglesi), del ciclismo (Giro d'Italia: tappa Venezia-Legnago nel 1936) e del motociclismo (Omobono Tenni).

#### La Verbena dell'Adige
Oasi naturale lungo il territorio golenale del fiume Adige.

### Altro

#### Piazze
- Piazza Garibaldi. Chiamata così a causa della visita di Giuseppe Garibaldi a Legnago l'anno successivo all'unificazione del Veneto all'Italia. Il 10 marzo 1867 il generale soggiornò all'Albergo Paglia che si affacciava su quella che diventerà piazza Garibaldi. La piazza è divenuta, dalla fine dell'Ottocento, il cuore della città. Essa, a seguito della demolizione di Porta Mantova nel 1887, fu prolungata in modo da formare un corso di circa duecento metri, l'attuale corso della Vittoria. Dal 1986, in piazza Garibaldi, è collocata la fontana con l'imponente scultura astratta raffigurante il sole firmata da Giò Pomodoro. La piazza è ricca di attività commerciali e di ristorazione ed è spesso luogo di ritrovo per manifestazioni ed eventi vari.

- Piazza della Libertà. La piazza più ricca di storia della città, ospitante il duomo ottocentesco di San Martino Vescovo, il Torrione e soprattutto quello che rimane del muro eretto nel quadrilatero austriaco. Inizialmente dedicata a Re Vittorio Emanuele II, ma a seguito ad un mutamento di fisionomia divenne piazza della Libertà. Alcuni edifici storici che si affacciavano sull'area furono distrutti durante la seconda guerra mondiale, tra questi lo storico palazzo comunale. Attualmente viene spesso utilizzata per mostre ed eventi culturali della città.
- Piazza San Martino. Situata vicino all'argine dell'Adige, è la piazza del Monumento ai caduti della prima guerra mondiale (successivamente anche della seconda guerra mondiale). Esso è stato inaugurato l'11 novembre 1937, il progetto dell'edificio, di tipo "torre littoria", fu firmato dall'architetto legnaghese Mario De Stefani; la facciata del monumento presenta, rispettivamente nelle ali sinistra e destra, le targhe con il Bollettino di inizio guerra del 24 maggio 1915 e il Bollettino della Vittoria del 4 novembre 1918. Nel corso dei bombardamenti avvenuti su Legnago tra il 1944 e il 1945 il monumento in piazza San Martino, miracolosamente scampato alla distruzione, fu provvidenziale rifugio per molte famiglie del luogo. La piazza è stata abbellita da una fontana con la rispettiva scultura.
- Piazza Costituzione. La piazza del quartiere di Porto, circondata da grandi palazzi, che ospita il mercato settimanale ogni mercoledì mattina.
- Piazza Don Cirillo Boscagin
- Piazzetta Giovanni Cotta
- Piazzetta San Rocco

#### Vie centrali
- Via Roma
- Via Giacomo Matteotti
- Via XX Settembre
- Via Marsala
- Via Duomo
- Viale dei Tigli
- Corso della Vittoria

## Società

### Evoluzione demografica
Al 1º gennaio 2012 il comune contava 25 439 abitanti ovvero 161 abitanti in meno rispetto all'inizio del 2011. Le frazioni più popolose sono Porto con 4 385 abitanti, seguita da Legnago capoluogo 3 876, Casette 3 714, Terranegra 3 276; la frazione meno popolosa è invece Torretta con 139 abitanti.
Abitanti censiti

### Istituzioni, enti e associazioni
Ha sede nel comune l'Ospedale Mater Salutis.

### Etnie e minoranze straniere
Al 31 dicembre 2020 gli stranieri residenti nel comune erano 2 629, ovvero il 10,3% della popolazione. Di seguito sono riportati i gruppi più consistenti:
1. Marocco, 936 (35,6%)
2. Romania, 657 (25,0%)
3. Moldavia, 191 (7,3%)
4. Cina, 122 (4,6%)
5. Ucraina, 95 (3,6%)
6. Albania, 87 (3,3%)
7. Georgia, 52 (2,0%)
8. India, 51 (1,9%)
9. Pakistan, 50 (1,9%)
10. Costa d'Avorio, 42 (1,6%)

## Cultura

### Istruzione
Legnago ospita numerose scuole statali e private; nello specifico si contano in città:
- 10 scuole dell'infanzia, di cui 5 statali e 5 paritarie
- 9 scuole primarie
- 3 scuole secondarie di primo grado

- 5 scuole secondarie di secondo grado raggruppate prevalentemente nel quartiere di Porto, zona est della città, che costituiscono il cosiddetto "polo scolastico legnaghese"

C'è inoltre una scuola professionale che offre corsi di formazione gratuiti per l'inserimento nel mondo del lavoro, riconosciuta come ente di formazione dalla Regione Veneto.

### Università
In città, da qualche anno, si trova una delle sedi del corso di laurea in scienze infermieristiche dell'Università di Verona.

### Teatro

#### Teatro Salieri

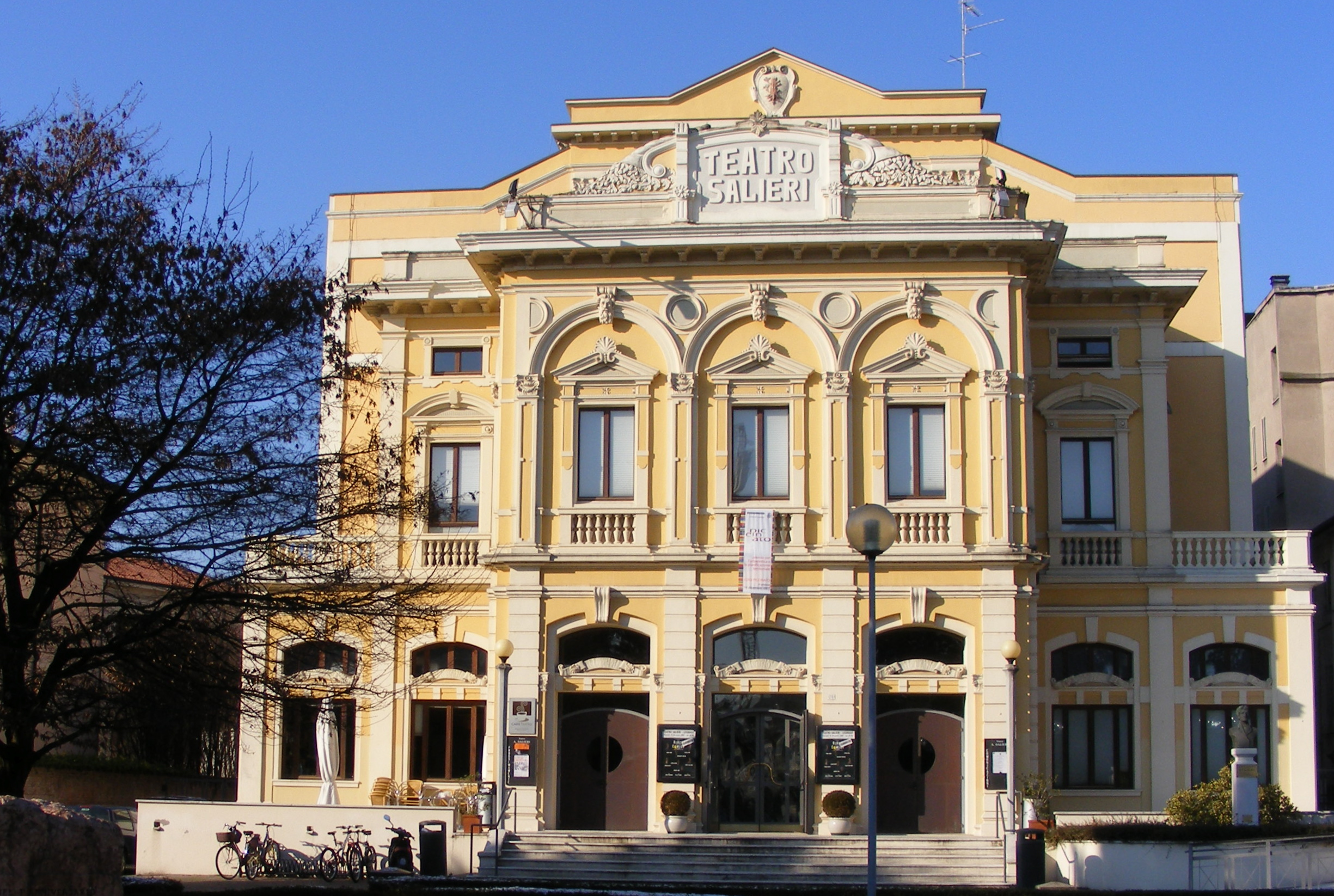
Il teatro Salieri

La città di Legnago può vantare di questa struttura teatrale a partire dal 1911, anno in cui Vittorio Bressan e Benvenuto Maggioni iniziarono la costruzione del teatro su commissione della "Società anonima teatrale". A causa dello scoppio del primo conflitto mondiale, i lavori di costruzione subirono una battuta d'arresto (mancavano alcuni lavori di sistemazione del tetto e della facciata) e furono ripresi in gran fretta nel 1925 per poter festeggiare il 1º centenario della morte di Antonio Salieri, noto musicista legnaghese al quale fu dedicato il teatro. Alcune difficoltà economiche colpirono la “Società anonima teatrale” la costrinsero a cedere la struttura al Comune, il quale la adibì a sala cinematografica.
L'interno del teatro e la sua facciata furono pensati nel 1941 dall'architetto Luigi Piccinato, ma tale progetto non venne portato a termine e il teatro venne ultimato solamente dopo il secondo conflitto mondiale. Il teatro Salieri venne inaugurato il 15 settembre 1956 e per oltre trent'anni il suo calendario è sempre stato ricco di rappresentazioni teatrali, oltre ad essere usato anche come sala cinematografica.
L'edificio venne chiuso nel 1989 per poter permettere la realizzazione di alcuni lavori di ristrutturazione e di manutenzione straordinaria al fine di adeguarlo alle norme di legge. Luciano Cenna, l'architetto a cui è stato affidato questo lavoro, ha preferito operare attraverso un restauro conservativo recuperando tutti gli elementi preesistenti.
In seguito a questi lavori, il teatro è stato nuovamente inaugurato il 13 febbraio 1999.

### Il Museo Fioroni
Il museo è ubicato nel palazzo ottocentesco chiamato Villa Fioroni, edificio risalente al 1887, che custodisce una raccolta privata della famiglia Fioroni. La struttura sorge nel Viale della Stazione ed è oggi sede dell'omonima Fondazione culturale (costituita grazie all'impegno e alla dedizione della fondatrice – Maria Fioroni – e riconosciuta come Ente morale dello Stato italiano nel 1958). Di particolare interesse è la “Sala Orientale” situata al piano terra della struttura la quale accoglie souvenir esotici e trofei di caccia grossa (si possono infatti ammirare lunghi fucili coloniali, vestiti di capi tribù africani e orientali oltre ad oggetti raccolti dal sig. Fioroni durante le sue spedizioni e foto d'epoca), mentre al primo piano nelle “Sale del Risorgimento” sono visibili alcuni cimeli di patrioti legnaghesi. Interessante anche la camera da letto, appartenuta all'Hotel Paglia, all'interno della quale alloggiò Giuseppe Garibaldi. Oggi il museo ha stretto varie collaborazioni con attori turistici locali per promuovere il patrimonio storico-culturale legnaghese puntando soprattutto sulla formazione degli alunni delle scuole primarie.
Nella stessa struttura si possono inoltre trovare la Biblioteca Civica e l'archivio. La biblioteca Fioroni è stata inaugurata l'11 ottobre 1964 dall'onorevole Luigi Gui il quale ha consegnato a Maria Fioroni la medaglia d'oro dei benemeriti dell'Arte e della Cultura. Essa può vantare un patrimonio librario di oltre 40.000 volumi e si sostenta grazie a donazioni ricevute da privati (tra i quali il professor Gino Barbieri (economista) che ha permesso l'acquisto di 13.000 volumi). L'archivio del museo risulta essere tra i più importanti della bassa Veronese poiché esso custodisce documenti risalenti al XVI secolo; tra questi il più antico e prezioso risulta essere un catasto del Quattrocento il quale è sopravvissuto alla distruzione dell'antico archivio del Comune durante la guerra dei Cambrai. Si possono inoltre trovare: gli atti dei consigli comunali svoltesi in età veneziana, i libri expensarum (libri contabili, mappe, proclami), l'archivio ottocentesco del Consorzio di Bonifica Valli Grandi Veronesi (registri contabili, mappe del territorio, progetti di lavori effettuati), fotografie e documenti vari relativi alla prima guerra mondiale, la dominazione fascista e la seconda guerra mondiale.

### Il Centro Ambientale ed Archeologico
Il Centro Ambientale ed Archeologico è stato ricavato dall'ex ospedale militare austriaco "alla Prova" nonché ex polveriera dell'epoca della prima guerra mondiale, accanto al ponte vecchio ben restaurato e valorizzato. La struttura originale risale all'Ottocento quando gli austriaci lo utilizzarono come caserma di cavalleria prima, ed ospedale poi. Il restauro è avvenuto nel 1999 rispettando e conservando la struttura preesistente. Il centro è stato voluto dal Consorzio di Bonifica Valli Grandi e Medio Veronese e la sua attività viene portata avanti grazie ad alcuni progetti congiunti dei comuni di Cerea e Legnago i quali mirano a tutelare e salvaguardare gli ambienti fluviali circostanti e sviluppare progetti archeologici.
Esso è uno dei musei più estesi del nord Italia e conserva materiali unici tra i quali monili, armi, vasellame, e ricostruzioni di insediamenti e necropoli ritrovati nelle campagne della pianura veronese. Anche il Centro Ambientale ed Archeologico sta coinvolgendo le scuole per rendere i futuri cittadini più consapevoli e rispettosi dell'ambiente naturale ed archeologico che ci circonda.

## Economia
Legnago presenta nel territorio comunale molte aziende produttrici di impianti per il riscaldamento, il condizionamento dell'aria, caldaie e radiatori. Oltre ad essere un importante polo economico (si citano la presenza di innumerevoli industrie che spaziano dal settore tessile – calzaturiero, al comparto agroalimentare per poi passare al settore del ferro, della meccanica e della chimica) sviluppatosi a seguito del boom degli anni '80, nella periferia del comune si trovano coltivazioni di mais, frumento, soia, barbabietole, uva, frutta e ortaggi oltre all'allevamento di bovini ed ovini. L'economia legnaghese è concentrata nelle zone industriali della città, le principali nella frazione di San Pietro e nel quartiere di Terranegra. La ZAI di San Pietro è considerata la più importante di tutto il tessuto economico della Bassa.
Numerosi sono i negozi all'interno del centro storico oltre alla capillare presenza di centri commerciali situati presso le più importanti vie di comunicazione.

## Infrastrutture e trasporti

### Strade
Legnago è interessata dalle seguenti direttrici stradali:
- Strada statale 434 Transpolesana, che la collega alle città di Verona e Rovigo. Permette di raggiungere il centro città attraverso tre uscite: Legnago Nord, Legnago-Mantova e San Pietro-Ospedale
- Strada statale 10 Padana Inferiore, che permette un rapido collegamento con Cerea, Nogara e Mantova ad ovest e con Monselice, Padova e Chioggia ad est
- Ex Strada statale 499 Rodigina, che la collega alla Provincia di Rovigo passando per Villa Bartolomea e Castagnaro
- Ex Strada statale 500 di Lonigo, che collega la frazione di San Vito alla Provincia di Vicenza attraversando Minerbe e Cologna Veneta fino a giungere a Lonigo
- Strada provinciale 44, che collega la città ad Oppeano passando per Angiari, Roverchiara e Isola Rizza
- Strada provinciale 44b, che collega il quartiere di Porto a Bonavigo, fino alla Strada Provinciale 18 che permette di raggiungere il centro di Albaredo d'Adige
- Strada provinciale 42, che la collega a Terrazzo, passando per Canove
- Strada provinciale 42a, che collega la zona ad est della città a Boschi Sant'Anna
- Strada provinciale 46, che la collega ai paesi di Castelmassa e Sermide, passando per la frazione di Torretta
- Strada provinciale 46b, che collega il quartiere di Casette alla frazione di Vangadizza

### Ferrovie
Legnago è servita dall'omonima stazione collegata alle linee ferroviarie Verona-Legnago-Rovigo e Mantova-Monselice, il cui traffico passeggeri è gestito in consorzio da Trenitalia e dalla Sistemi Territoriali. I treni in transito sono esclusivamente regionali.

### Ospedale Mater Salutis - ULSS 9 Scaligera
Ha sede l'Ospedale Mater Salutis:
- Direzione Medica Ospedaliera

- Anatomia e Istologia Patologica

- Anestesia e Rianimazione

- Attività Motoria

- Chirurgia Generale

- Chirurgia Vascolare

- Gastroenterologia ed Endoscopia Digestiva

- Cardiologia

- Farmacia Ospedaliera

- Laboratorio Analisi Chimico-Cliniche e Microbiologia

- Geriatria

- Medicina Generale

- Malattie Infettive

- Neurologia

- Nefrologia e Dialisi

- Odontostomatologia

- Oncologia Medica

- Oculistica

- Ortopedia

- Ostetricia e Ginecologia

- Otorinolaringoiatria

- Pediatria e Patologia Neonatale

- Pronto Soccorso

- Psichiatria 3

- Pneumologia

- Radioterapia e Medicina Nucleare

- Radiologia

- Servizio Immunotrasfusionale

- Senologia Clinica

- Recupero e Rieducazione Funzionale

- Urologia

### Aeroporto
Nel comune si trova l'Aeroporto di Legnago, scalo utilizzato per voli turistici e manifestazioni aeree.

### Protezione Civile
Sede Distretto di Protezione Civile VR5 "delle Valli", Via Olimpia

### Trasporto pubblico

#### Mobilità urbana
La città è collegata con i quartieri e le frazioni grazie a tre linee urbane dell'azienda di trasporti locale, che garantiscono il trasporto dei passeggeri a cadenza oraria.
| Linea | Percorso                                              |
| ----- | ----------------------------------------------------- |
| A     | Terranegra - Stazione FS - Casette - Ospedale - Porto |
| B     | Autostazione Legnago - Porto                          |
| C     | Terranegra - Stazione FS - Ospedale - Vangadizza      |

#### Mobilità extraurbana
Oltre al trasporto urbano, ci sono anche numerosi linee extraurbane che collegano Legnago a tutti i paesi della Bassa Veronese (questo anche a causa della presenza del "polo scolastico legnaghese" di scuole secondarie di secondo grado). La linea più utilizzata è la Legnago - Cerea - Bovolone - Verona, in quanto garantisce i collegamenti con la città di Verona anche ogni 30 minuti, oltre ad una linea diretta Legnago - Verona che assicura una maggiore velocità di collegamento poiché il tragitto viene effettuato in Transpolesana.

## Amministrazione

### Sindaci dal 1946
|                                                      | Mario Mazzaggio                           | Partito Socialista Italiano                  | 1946-1948      | 1946   |
|                                                      | Giuseppe Gasparini                        | Partito Socialista Italiano                  | 1948-1951      | (1946) |
|                                                      | Dino Limoni                               | Democrazia Cristiana                         | 1951-1957      | 1951   |
| 1956                                                 | Dino Limoni                               | Democrazia Cristiana                         | 1951-1957      |        |
|                                                      | Michele Fontana                           | Democrazia Cristiana                         | 1957-1958      | (1956) |
|                                                      | Giovanni Valerio (Commiss. prefettizio)   | -                                            | 1958           | -      |
|                                                      | Michele Fontana                           | Democrazia Cristiana                         | 1958-1962      | 1958   |
|                                                      | Nereo Mazzocco                            | Democrazia Cristiana                         | 1962-1968      | 1962   |
|                                                      | Gino Girardi                              | Democrazia Cristiana                         | 1968-1973      | 1967   |
|                                                      | Ivo Gasparini                             | Democrazia Cristiana                         | 1973           | 1972   |
|                                                      | Gino Girardi                              | Democrazia Cristiana                         | 1973-1978      | (1972) |
|                                                      | Giovanni Tessaro (Commiss. prefettizio)   | -                                            | 1978-1979      | (1978) |
|                                                      | Giuseppe Masin                            | Partito Comunista Italiano                   | 1979-1983      | 1979   |
|                                                      | Rino Ferrari                              | Partito Socialista Italiano                  | 1983-1984      | 1983   |
|                                                      | Gianfranco Buoso                          | Partito Socialista Italiano                  | 1984-1987      | (1983) |
|                                                      | Renzo Massaron                            | Partito Socialista Italiano                  | 1987-1988      | (1983) |
|                                                      | Giorgio Soffiati                          | Partito Comunista Italiano (1988-91)         | 1988-1992      | 1988   |
|                                                      | Giorgio Soffiati                          | Partito Democratico della Sinistra (1991-92) | 1988-1992      | 1988   |
|                                                      | Giovanni Piva                             | Democrazia Cristiana                         | 1992-1993      | (1988) |
| Sindaci eletti direttamente dai cittadini (dal 1993) |                                           |                                              |                |        |
|                                                      | Roberta Visentin                          | Lega Nord                                    | 1993-1996      | 1993   |
|                                                      | Gerardino Mattia (Commiss. straordinario) | -                                            | 1996-1997      | -      |
|                                                      | Stefano Flangini                          | Centro-destra                                | 1997-1999      | 1997   |
|                                                      | Francesco Alecci (Commiss. prefettizio)   | -                                            | 1999           | -      |
|                                                      | Silvio Gandini                            | Centro-sinistra                              | 1999-2009      | 1999   |
| 2004                                                 | Silvio Gandini                            | Centro-sinistra                              | 1999-2009      |        |
|                                                      | Roberto Rettondini                        | Lega Nord                                    | 2009-2014      | 2009   |
|                                                      | Clara Scapin                              | Centro-sinistra                              | 2014-2019      | 2014   |
|                                                      | Graziano Lorenzetti                       | Lega Nord                                    | 2019-2024      | 2019   |
|                                                      | Paolo Longhi                              | Centro-destra                                | 2024-in carica | 2024   |

## Sport
Calcio
- Associazione Calcio Legnago Salus: fondata nel 1921 e militante in Serie C.
- G.S.P. Vigo: nata nel 1944 è la squadra di calcio della frazione di Vigo, milita in 2ª Categoria
- U.S.D. Porto Legnago 1978: nata nel 1978 è la squadra di calcio della frazione di Porto, milita in 2ª Categoria.
- U.S.D. Sampietrina: nata nel 1957 è la squadra di calcio della frazione di San Pietro, milita in 2ª Categoria.

Pallavolo
- A.S.D. Pallavolo Legnago: fondata nel 1969, associazione sportiva iscritta al CONI e associata FIPAV.
- A.S.D. Griffon Volley: fondata nel 1969, squadra femminile.

Basket
- Legnago Basket: società di pallacanestro maschile e femminile militante come massimo campionato  in DR1

Atletica
- Marathon Legnago

### Impianti sportivi
A Legnago si trovano:
- Lo Stadio Mario Sandrini di via Olimpia
- Centro Natatorio Comunale di via Olimpia
- Palazzetto dello Sport di via Olimpia
- Campo di tiro Arcieri di via Olimpia
- Palestra scuole Pier Domenico Frattini
- Centro Sportivo Calcio e Tennis - Porto di Legnago
- Tennis Club Corradina Legnago
- Circolo Golf Corradina Legnago

e diverse strutture sportive distribuite nei vari quartieri e frazioni.